# Sheka
La zone Sheka est l'une des zones de la région Éthiopie du Sud-Ouest. Sa plus grande ville est Tepi.

## Géographie
- zone Sheka

La zone Sheka est limitrophe de la région Oromia au nord et de la région Gambela à l'ouest.
Dans la nouvelle région Éthiopie du Sud-Ouest, Sheka est bordée par la zone Keffa à l'est et par la zone Bench Sheko au sud.
La limite nord de la zone suit approximativement le cours de la rivière Geba (en) qui est dans le bassin versant du Nil Blanc par le Baro. La limite sud longe un affluent de la rivière Gilo qui est dans le bassin versant du Nil Blanc par le Pibor.
Centre historique et centre administratif de la zone, Masha se trouve dans le woreda homonyme au nord de la zone tandis que Tepi, au sud de la zone, est la plus grande ville.

## Histoire
Au XXe siècle, Masha est la capitale de l'awraja Mocha dans l'ancienne province d'Illubabor. 
Lors de la réorganisation du pays en régions en 1995, la zone Sheka reprend la partie orientale de l'awraja Mocha, elle se rattache à la région des nations, nationalités et peuples du Sud.
Un temps regroupée avec sa voisine sous le nom de « Keficho Shekicho », la zone retrouve son autonomie après quelques années[réf. souhaitée].
En 2021, elle rejoint la région Éthiopie du Sud-Ouest nouvellement créée.

## Woredas
Jusqu'aux années 2010, la zone Sheka est composée de trois woredas, :
- Masha, au nord ;
- Anderacha, au centre ;
- Yeki, au sud.

S'y ajoutent au début des années 2020 les villes de Tepi et Masha qui obtiennent chacune le statut de woreda.

## Démographie
D'après le recensement national de 2007 réalisé par l'Agence centrale de la statistique (Éthiopie), la zone Sheka compte 199 314 habitants et 17 % de la population est urbaine.
Le shakacho (en) est la langue maternelle pour 33 % des habitants de la zone, l'amharique pour 27 %, le kafa pour 20 %, l'oromo pour 7 %, le bench pour 5 % et le sheko pour 4 %,. 
Environ 40 % des habitants de la zone sont protestants, 39 % sont orthodoxes, 15 % sont musulmans et 4 % sont de religions traditionnelles africaines.
La principale agglomération de la zone est Tepi (ou Tapi) avec 24 829 habitants en 2007, suivie par Masha avec 6 787 habitants et Gecha avec 2 611 habitants.
| Woreda    | Population 2007 | Agglomérations |
| --------- | --------------- | -------------- |
| Masha     | 40 810          | Masha          |
| Anderacha | 23 985          | Gecha          |
| Yeki      | 134 519         | Tepi           |

En 2022, la population de la zone est estimée à 306 685 personnes avec une densité de population de 129 personnes par km2 et 2 388 km2 de superficie.